# Izrael Sarug
Izrael Sarug, zwany Aszkenazi, również „Saruk” – kabalista, propagator luriańskiej wersji kabały we Włoszech.
Prawdopodobnie pochodził z rodziny zamieszkujących Egipt żydowskich uczonych, którym nieobca była również ówczesna wiedza kabalistyczna. Okres jego najintensywniejszej działalności przypadał na lata 1590–1610.

## Odniesienia do Izaaka Lurii
Sarug nie był uczniem Izaaka Lurii, czyli jednego z największych reformatorów kabały w dziejach, choć sam twierdził inaczej. Na pewno znał jego pisma, to właśnie na ich kanwie ukształtowały się poglądy Saruga. Inspiracją dla twórczości Saruga był żydowski mistycyzm, który rozwijał się w jego czasach. Miejsce pobytu Saruga w latach 1570–1593 nie jest znane. Musiał z pewnością spędzić trochę czasu w latach 80. XVI wieku w Safed. W ostatnich latach XV wieku założył własną szkołę kabalistyczną we Włoszech. Jego poglądy podzielali najwybitniejsi kabaliści jego czasów – Menahem Azaria da Fano (Sarug przekonał go notabene do wydania fortuny na zakup rękopisów Izaaka Lurii) oraz Aaron Berechia z Modeny, autor Ma’abar Jabboḳ.
Kilka rękopisów Saruga napisanych w latach 1597–1604 zawiera streszczenia jego ustnych nauk i kopie pism, które przywiózł ze sobą. Jego poglądy były mieszanką spekulacji z Izaakiem Lurią oraz głęboką myślą filozoficzną. Uważał, że potrafi rozpoznać wędrówki dusz napotkanych ludzi (gilgul neszamot). Sądził również, że język i tekstowość są najbardziej pierwotnymi procesami na świecie – tłuczenie naczyń porównywał nawet z rozpraszaniem się liter.
Po opuszczeniu Włoch spędził trochę czasu w Salonikach (przed 1604). Istnieją dowody na to, że Sarug przebywał na ziemiach polskich przez jakiś czas po 1600 roku, lecz późniejsza legenda przełożyła jego pobyt na wcześniejszy i uczyniła go nauczycielem kabalistycznym w Krakowie. Poza tym przebywał on na pewno na terenie Niemiec, gdzie uczył m.in. Abrahama de Herrera, religijnego filozofa oraz kabalistę.

## Kabała według Izraela Saruga
Kabała w interpretacji Izraela Saruga to swego rodzaju echo działalności kabalistycznej Izaaka Lurii, które zreinterpretował i rozgłaszał na przełomie XVI i XVII wieku Sarug. Prawdopodobnie nie był on pierwszym propagatorem tzw. kabały luriańskiej w Europie. Nie wiadomo, czy był on uczniem Lurii. Prawdopodobnie wiedzę o poglądach Lurii czerpał z najwcześniejszego znanego opracowania nauk luriańskich, czyli Kanfei Yona.
Kabała autorstwa Saruga miała znaczny wpływ na europejską teologię żydowską. Do dziś jego poglądy są żywe w kręgach kabalistycznych. Na przestrzeni dziejów wykorzystywane były np. w okresie nowożytnym w ruchach rabinicznego judaizmu (w tym w ruchu chasydzkim). Fragmenty nauk sarugiańskich trafiły do systemów kabalistów sefardyjskich, co oznacza, że od około XIX wieku są one integralną częścią kabalistycznego dyskursu.

## Twórczość
W druku ukazały się tylko cztery prace autorstwa Izaaka Saruga. Jedną z nich była książka Limmudei Aẓilut, opublikowana błędnie pod nazwiskiem innego kabalisty – Chaima Vitala. Komentarz Izaaka Saruga do trzech pijutim, czyli hymnów szabatowych (Ḳonṭres Ne’im Zemirot Israel) skomponowanych przez Lurię został po raz pierwszy opublikowany w Nowym Oleksińcu w 1767 roku.